# UHC Thun
Der UHC Thun ist ein Schweizer Unihockeyverein aus der Stadt Thun, welcher in der zweithöchsten, der Nationalliga B spielt. Der Verein wurde am 13. August 1985 gegründet.

## Teams

### Herren
- Herren NLB
- Herren GF 3. Liga
- Junioren U21A
- Junioren U18 A
- Junioren U16 A
- Junioren U16B
- Junioren U14A
- Junioren D I
- Junioren D II
- Junioren E I
- Junioren E II
- Junioren F (Kids)